# Molledo
Molledo es un municipio de la comunidad autónoma de Cantabria. Situado en la cuenca alta del Besaya,  el municipio cuenta con una población de 1486 habitantes (INE 2024).
Está sufriendo una regresión demográfica debido a la emigración, baja natalidad y al envejecimiento de la población. El motor de la economía local se basa, además de en el sector primario, en los centros industriales cercanos: Torrelavega, Los Corrales de Buelna y Reinosa. Para solucionar esta situación, tanto este municipio como el resto del valle del Besaya aprovecharán la autovía Cantabria-Meseta para intentar desarrollar su economía.
Entre el patrimonio histórico de que dispone Molledo está la iglesia románica de San Facundo y San Primitivo de Silió datada del siglo XII declarada Monumento Nacional el 20 de julio de 1896 y Monumento Histórico-Artístico el 23 de abril de 1970. calzada romana que va de Segisamo, Sasamón (Burgos) a Portus Blendium, Suances (Cantabria).
Las fiestas más importantes del municipio son las fiestas de la virgen del Camino el día 8 de septiembre,  la fiesta de La Vijanera en Silió, que se celebra el primer domingo del año y fue declarada Fiesta de Interés Turístico Nacional, la Maya el 24 de julio y Santiago el 25 de Julio en Silió.

## Geografía
Situado en la cuenca alta del Besaya, limita al norte y oeste con el municipio de Arenas de Iguña, al sur con Bárcena de Pie de Concha y San Miguel de Aguayo, al este con Luena. Tiene un enclave entre Bárcena de Pie de Concha y Pesquera.
| Noroeste: Arenas de Iguña          | Norte: Arenas de Iguña    | Nordeste: Corvera de Toranzo |
| Oeste: Arenas de Iguña             |                           | Este: Luena                  |
| Suroeste: Bárcena de Pie de Concha | Sur: San Miguel de Aguayo | Sureste: Luena               |

## Demografía
Molledo cuenta con una población de 1486 habitantes (INE 2024).
| Gráfica de evolución demográfica de Molledo entre 1842 y 2021                                                       |
| |
| Población de derecho según los censos de población del INE Población de hecho según los censos de población del INE |

## Administración y política

### Gobierno municipal
| Partido político                         | 2023  | 2023  | 2023       | 2019  | 2019  | 2019       | 2015  | 2015  | 2015       | 2011  | 2011  | 2011       | 2007  | 2007  | 2007       | 2003  | 2003  | 2003       |
| Partido político                         | Votos | %     | Concejales | Votos | %     | Concejales | Votos | %     | Concejales | Votos | %     | Concejales | Votos | %     | Concejales | Votos | %     | Concejales |
| Partido Regionalista de Cantabria (PRC)  | 385   | 38,65 | 4          | 554   | 55,23 | 5          | 274   | 25,16 | 2          | 231   | 19,88 | 2          | 355   | 27,35 | 2          | 185   | 13,38 | 1          |
| Partido Popular (PP)                     | 369   | 37,04 | 3          | 232   | 23,13 | 2          | 305   | 28,01 | 3          | 398   | 34,25 | 3          | 525   | 40,45 | 4          | 663   | 47,94 | 5          |
| Partido Socialista Obrero Español (PSOE) | 228   | 22,89 | 2          | 202   | 20,13 | 2          | 358   | 32,87 | 3          | 516   | 44,41 | 4          | 398   | 30,66 | 3          | 476   | 34,42 | 3          |
| Agrupación de Electores Iguña (ADEI)     | —     | —     | —          | —     | —     | —          | 115   | 10,56 | 1          | —     | —     | —          | —     | —     | —          | —     | —     | —          |

### Organización territorial
Molledo es la capital del municipio homónimo. Se encuentra a 54 km al sur de la capital regional, en la carretera entre Reinosa y Torrelavega, cerca del río Besaya. Tenía 425 habitantes en 2006, distribuidos por el núcleo principal y los barrios de Arca (23 hab.) y Caceo (36 hab.).
Los 1486 habitantes (INE, 2024) de Molledo se reparten entre las siguientes localidades:
- Cobejo, 25 hab.
- Helguera, 114 hab.
- Molledo (capital), 383 hab., repartidos por los barrios de Arca (21 hab.), Caceo (25 hab.) y Molledo (337 hab.)
- San Martín de Quevedo, 338 hab., de los que 30 viven en Casares, 47 en Pando, 7 en Quevedo, 25 en San Martín, 22 en Santián, 27 en Uldá, 11 en Vallejo y 0 en Media Concha (también escrito Mediaconcha).
- Santa Cruz, 188 hab., de los cuales 73 habitan en el barrio de Mura.
- Santa Olalla, 215, de los que 92 viven en el barrio El Mesón.
- Silió, 536 hab., de los que 52 viven en el barrio de Santa Marina.

## Patrimonio

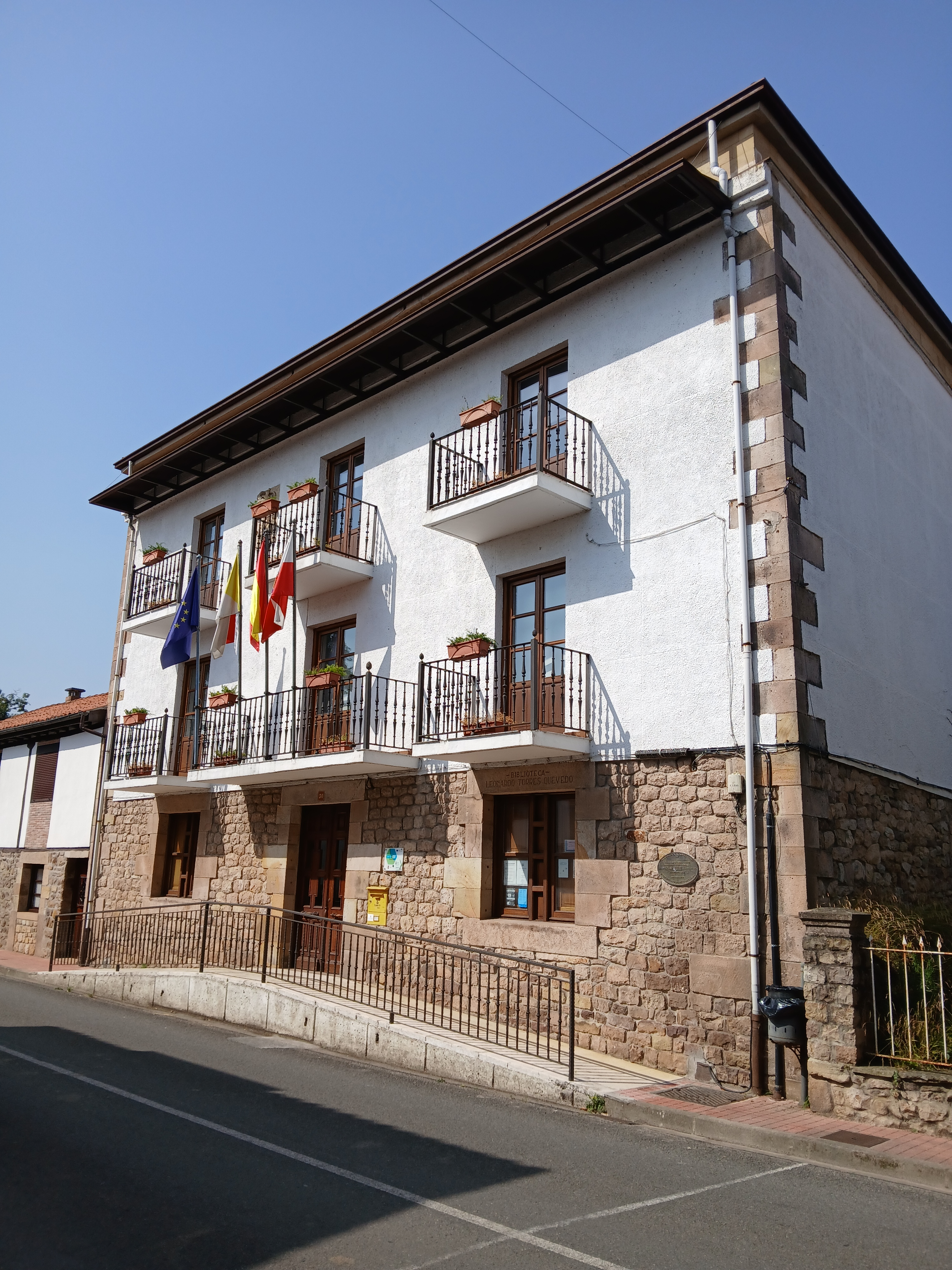
Ayuntamiento de Molledo

Cuatro son los bienes de interés cultural de este municipio:
- Iglesia parroquial de San Facundo y San Primitivo, románica, del siglo XII, en Silió, con categoría de monumento.
- Torre de Quevedo, en San Martín de Quevedo, monumento.
- Es uno de los municipios por los que discurre la calzada romana del valle del Besaya, zona arqueológica; los otros son Pesquera y Bárcena de Pie de Concha.
- Es uno de los municipios que forman parte de la zona arqueológica llamada conjunto Arqueológico formado por los yacimientos de La Espina del Gallego, Cildá, el Cantón y Campo de Las Cercas; los otros son Corvera de Toranzo, Anievas, Arenas de Iguña, San Felices de Buelna y Puente Viesgo.

Cabe mencionar, finalmente, como bien inventariado, el Caserío Redondo de San Martín de Quevedo.
De su patrimonio también destacan:
- Santuario de la Virgen del Camino, datado hacia 1753.
- Ermita románica de San Lorenzo (hacia 1132) que originariamente estaba en Pujayo y actualmente se encuentra en una finca particular. Es de mampostería, con sillería en los esquinales y el contorno de los vanos.
- Casona de los Tiros (siglo XVII, barroco montañés), restaurada. En su fachada aparecen dos cañones que, según la leyenda, fueron regalo de Carlos V cuando pasó por aquí en 1522.
- Chalé de Los Picos, estilo pintoresquista inglés.

## Ciudades hermanadas
- Molleo (España)
- Hevia de Siero (España)

## Personas notables
En 2009 el Ayuntamiento de Molledo nombró hijo adoptivo al escritor Miguel Delibes.